# Shanghaise opera
Huju of Shanghaise opera is een vorm van Chinese opera dat uit Shanghai komt. De belangrijkste kenmerk is dat er in het Shanghaihua, het lokale dialect, wordt gezongen. 
Het is vooral populair in Baihe, het oudste dorp in Qingpu District. Daar zijn acht tot tien operagezelschappen te vinden. Men huurt ze bij Chinese bruiloften en Chinese begrafenissen.
Shanghaise opera wordt begeleid met traditionele Chinese muziek, waaronder dizi (bamboefluit), erhu (tweesnarige viool), pipa (peervormige luit), yangqin en percussie-instrumenten. De samenstelling van instrumenten en speelstijl hebben de kenmerken van de Chinese muzieksoort Jiangnan sizhu.